# Stazione di Molino d'Anna
La stazione di Molino d'Anna era una stazione ferroviaria posta lungo la ferrovia Varese-Ghirla-Luino, attiva fra il 1903 e il 1953 e della tranvia della Valcuvia, in esercizio fra il 1914 e il 1949; serviva la località di Molino d'Anna, frazione di Montegrino Valtravaglia.

## Storia
L'impianto fu inaugurato il 28 marzo 1905 a cura della Società Anonima Varesina; l'anno successivo la gestione della linea e dei relativi impianti passò alla Società Varesina per Imprese Elettriche (SVIE).
Il 14 giugno 1914 fu formalmente attivata la tranvia Cittiglio-Bosco Valtravaglia, detta "della Valcuvia", che aveva capolinea nel medesimo impianto.
Dopo la seconda guerra mondiale il calo del traffico dovuto alla diffusione dell'autotrasporto e un orientamento politico allora non favorevole al trasporto su ferro condussero alla chiusura di entrambi gli impianti, avvenuta il 30 novembre 1949 per la tranvia e il 16 luglio 1953 per la tratta ferroviaria Ghirla-Luino.